# Zoriane (rejon synelnykowski)
Zoriane (ukr. Зоряне) – wieś na Ukrainie, w obwodzie dniepropetrowskim, w rejonie synelnykowskim, w hromadzie Słowjanka. W 2001 liczyła 1021 mieszkańców, spośród których 916 wskazało jako ojczysty język ukraiński, 42 rosyjski, 3 białoruski, a 60 inny.